# Venus Airlines
Venus Airlines war eine auf dem Flughafen Athen-Ellinikon beheimatete griechische Charterfluggesellschaft, die ihren Betrieb im Jahr 1996 eingestellt hat.

## Geschichte

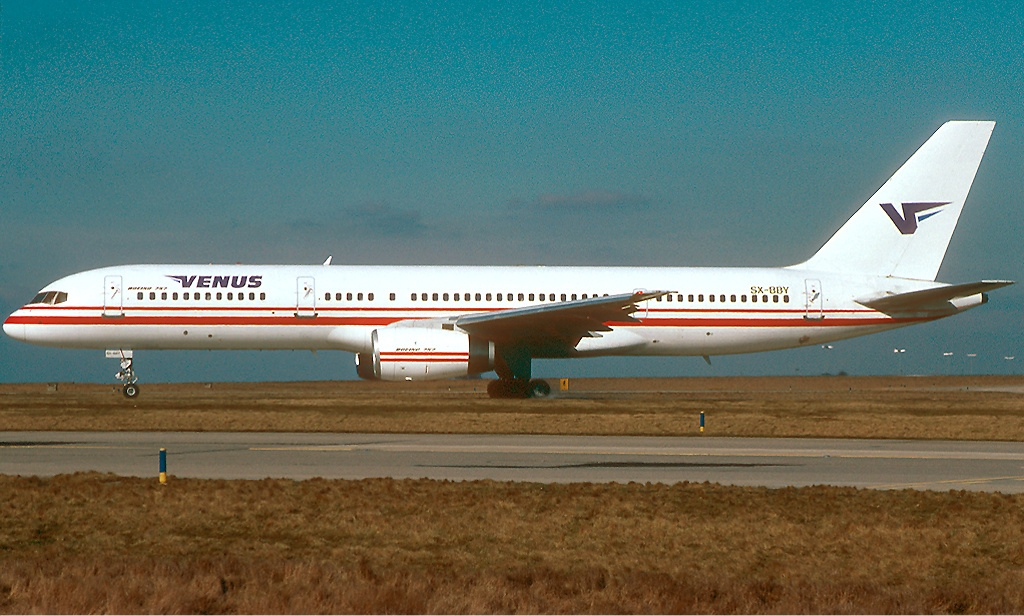
Anfang 1995 stellte Venus Airlines ihre erste Boeing 757-200 in Dienst.

Venus Airlines wurde Ende 1992 als ein Joint Venture der griechischen Unternehmensgruppe Karabatis und der schwedischen Fluggesellschaft Nordic East Airways in Athen gegründet. Die Betriebsaufnahme erfolgte im März 1993 mit einer von SAS Scandinavian Airlines geleasten McDonnell Douglas MD-83, die auf IT-Charterflügen von Deutschland und Skandinavien nach Griechenland zum Einsatz kam. Während der Sommermonate wurden weitere Maschinen dieses Typs kurzzeitig gemietet. Venus Airlines flog überwiegend Zielflughäfen auf den griechischen Inseln an. Ab April 1994 setzte die Gesellschaft zwei geleaste McDonnell Douglas MD-87 sowie eine MD-83 ein. Im selben Jahr wurde von Österreich und der Schweiz ausgehender Charterverkehr aufgenommen. Das Unternehmen stellte im März 1995 zwei Boeing 757-200 und im April 1996 zwei Boeing 727-200 in Dienst. Ab dem 15. November 1995 setzte Venus Airlines ihrer Maschinen auch auf drei täglichen Linienflügen zwischen Athen und Thessaloniki im Auftrag der griechischen Skybus Airways ein.
Im Jahr 1995 entwickelte sich eine enge Zusammenarbeit mit dem Schweizer Reiseveranstalter Kuoni, die im Oktober 1995 zur Gründung der Edelweiss Air führte, an welcher Venus Airlines anfänglich mit 40 Prozent und Kuoni mit 33 Prozent beteiligt waren. Zudem führte Venus Airlines ab Anfang 1996 sämtliche Charterflüge dieses Schweizer Touristikkonzerns nach Griechenland aus.
Die griechische Regierung entzog dem Unternehmen im November 1996 die Betriebserlaubnis. Venus Airlines wurde zwar kurz darauf eine erneute Genehmigung erteilt; sie nahm ihren Flugbetrieb aber nicht wieder auf.

## Flotte

### Flotte bei Betriebseinstellung
Im Jahr der Betriebseinstellung bestand die Flotte der Venus Airlines aus zwei Boeing 727, zwei Boeing 757 und einer McDonnell Douglas MD-83.

### Zuvor eingesetzte Flugzeuge
- McDonnell MD-87